# اللجنة الوطنية للمرأة (اليمن)
اللجنة الوطنية للمرأة اليمنية هي هيئة تابعة للحكومة تعمل على تمكين المرأة. تعمل اللجنة بالتنسيق مع الشركاء الوطنيين والدوليين لحماية حقوق الإنسان الأساسية للمرأة. توفر الأهداف الإنمائية للألفية الإطار الذي يوجه المجالات الرئيسية ذات الأولوية لسياسة اللجنة.

## تاريخ
أنشأ رئيس الوزراء عبد العزيز عبد الغني اللجنة الوطنية للمرأة كلجنة فنية تابعة لمجلس الوزراء بموجب القانون رقم 97 في أغسطس 1996.  لإظهار التزام الحكومة اليمنية بتمكين المرأة، وسعت الحكومة صلاحيات اللجنة.  أصدر رئيس مجلس الوزراء عبد الكريم الإرياني القانون رقم 68 لسنة 2000 بإنشاء المجلس الأعلى لشؤون المرأة. كما تبع هذا القانون إعادة هيكلة اللجنة الوطنية للمرأة وتوسيع إطارها. في الواقع، أصبحت اللجنة جزءًا من المجلس الأعلى المعاد هيكلته، واليوم، أعضاء اللجنة مسؤولون أمام رئيس وزراء. في الواقع، غالبا ما يحضر رؤساء الوزراء ورش العمل والمؤتمرات التي تنظمها اللجنة الوطنية للمرأة في اليمن.

## تكوين
يتكون الهيكل التنظيمي للجنة الوطنية للمرأة من: 

### رئيس اللجنة
ويعين الرئيس اليمني هذا المنصب لشخص يكلفه بالمسؤولية العامة للجنة الوطنية للمرأة.

### نائب رئيس
يعين رئيس الوزراء هذا المنصب لشخص من المفترض أن يخدم في دعم الرئيس ويتولى واجباته في حالة المرض أو الوفاة.

### رؤساء وموظفو الأقسام الفنية المتخصصة
تضم اللجنة الوطنية للمرأة إدارات متخصصة مقسمة بشكل عام بين المجالات الاقتصادية والاجتماعية والتعليمية والثقافية والسياسية.

### رؤساء الإدارات النسائية في الوزارات والأحزاب السياسية والمنظمات غير الحكومية المختارة
كما أن اللجنة لها حضور في الإدارات النسائية في جميع الجهات الحكومية المحلية وغير الحكومية. هذا يساعد على تسهيل التعاون بين اللجنة الوطنية للمرأة والجهات الفاعلة الأخرى العاملة في القضايا التي تؤثر بشكل خاص على المرأة.

### المنسقين بالمحافظات
وللجنة فروع في جميع محافظات اليمن، وتختار كل محافظة منسقة لها.  يلعب هؤلاء المنسقون دورًا رئيسيًا في تحديد التحديات التي تواجه المرأة في مناطقهم، مما يسمح للجنة بوضع سياسات بناءً على الاحتياجات الإقليمية بدلاً من البرامج الشاملة على مستوى الدولة.

## تفويض
تتمثل الأدوار والمسؤوليات الرئيسية للجنة الوطنية للمرأة اليمنية في: 
- وضع الخطط والاستراتيجيات المتعلقة بقضايا المرأة.
- مراجعة مقترحات الميزانية الحكومية وإعداد مقترحات للحكومة لتعديل التشريعات والسياسات لتعزيز حقوق المرأة.
- مراقبة دور الحكومة في وضع القوانين وإنفاذ القوانين المتعلقة بحقوق المرأة.
- جمع البيانات حول قضايا المرأة وإعداد التقارير بناءً على هذه المعلومات.
- تثقيف الآخرين من خلال المؤتمرات والندوات وورش العمل المتعلقة بقضايا المرأة.
- القيام بالمهام الأخرى التي يكلفه بها المجلس الأعلى.

## العمل الحالي
وتعمل اللجنة منذ عام 2010 على تعديل دستور اليمن.
أصدرت اللجنة خطة العمل الخمسية الرابعة في 22 فبراير 2011، والتي تهدف إلى تمكين المرأة اليمنية في المجالات الاقتصادية والاجتماعية والتعليمية والثقافية والسياسية. يحدد التقرير عدة أهداف ملموسة:
أولاً، تهدف إلى زيادة معدل توظيف الإناث إلى 30 في المائة على مدى السنوات الخمس المقبلة. في عام 2005، شكلت المرأة اليمنية 24.6٪ من القوة العاملة.  على وجه الخصوص، تسعى اللجنة إلى دمج المرأة في أربعة من المجالات الاقتصادية الواعدة في اليمن، وهي صيد الأسماك والزراعة والسياحة والمشاريع الصناعية الناشئة. 
ثانيًا، تأمل اللجنة في زيادة التحاق الفتيات بالمدارس من 76% عام 2008 إلى 95% بحلول عام 2015.
ثالثًا، اكتشفت اللجنة 32 قانونًا يمنيًا بحاجة للتعديل لاحتواءها على لغة تمييزية ضد المرأة.
رابعًا، يعكس التقرير جهود اللجنة للحد من العنف ضد المرأة، ويستشهد بخطط لبناء عشرة منازل خاصة للنساء المعنفات وإنشاء أقسام جديدة في أقسام الشرطة لتلقي بلاغات العنف الأسري.

## عوائق
حددت اللجنة ثلاث معوقات رئيسية أمام إنجاز مهمتها:

### القدرة المحلية على التنفيذ
يشتكي كبار مسؤولي اللجنة باستمرار من افتقار السلطات الحكومية اليمنية للقدرة المطلوبة لتنفيذ الخطط المصممة لتمكين المرأة. يقترح أعضاء اللجنة أنهم يعرفون ما تحتاجه المرأة اليمنية، والمشكلة تكمن في تطبيق الحكومة المعيب للسياسات. كانت ردود وكالات إنفاذ القانون بطيئة في دعم القانون فيما يتعلق بالمرأة. وجد تقرير صادر عن المنظمة العالمية لمناهضة التعذيب أن وكالات إنفاذ القانون في كثير من الأحيان لا تأخذ شكاوى العنف المنزلي على محمل الجد.  ونُقل عن بعض ضباط الشرطة الذين تم استجوابهم أثناء إعداد التقرير قولهم «إن المرأة المحترمة يجب أن تتسامح مع الاعتداءات التي يرتكبها ضدها أفراد أسرتها، ولا سيما من قبل الزوج».

### الإستقرار السياسي
لم يكن اليمن بمنأى عن الاضطرابات الحالية في الشرق الأوسط.  في الواقع، الوضع في اليمن غير مستقر بشكل خاص وقد ألقى بظلاله على جميع مبادرات الحكومة اليمنية بما في ذلك عملها على تمكين المرأة. ومع ذلك، قد توفر التوترات الحالية المزيد من الفرص للنساء إذا تم تجنب الحرب الأهلية وتوصل الطرفان إلى حل وسط لإنشاء حكومة.  كان من الصعب جمع الناشطات في مجال حقوق المرأة ممن لديهم أيديولوجيات سياسية مختلفة معًا ومناقشة سياسات مساعدة المرأة في اليمن.

### مدى المشكلة
تصنف اليمن باستمرار على أنها أسوأ دولة في تقارير المنتدى الاقتصادي العالمي حول الفجوة بين الجنسين.   يتضمن هذا التقرير الأخير لعام 2010. على سبيل المثال، وفقًا لتقرير صدر عام 2007 عن المركز الدولي للبحوث المتعلقة بالمرأة، فإن 48.4 في المائة من النساء دون سن 18 في اليمن كن متزوجات.  لا يترك الوضع الحاد الذي تعيشه المرأة في اليمن أمام اللجنة سوى القليل للبناء عليه في محاولتها لتحقيق أهداف طموحة إلى حد ما. إذا تزوج ما يقرب من نصف الفتيات اليمنيات قبل بلوغهن الثامنة عشرة، فإن ذلك يعقد جهود اللجنة لإقناعهن بمتابعة التعليم العالي.

## روابط خارجية
- الموقع الرسمي